# 加文县 (俄克拉荷马州)
加文县（英語：Garvin County）是美国奧克拉荷馬州中部的一個郡，面積2,107平方公里。根据2020年美國人口普查，共有人口25,656人。縣治保羅斯谷（Pauls Valley）。